# Нина-Никол Хамилтън
Нина-Никол Хамилтън е продуцентка, политическа журналистка и юристка (специалистка по европейско право).

## Биография
Родена е на 7 септември 1980 г. в София, в семейство на архитект и инженер. Владее английски, руски, френски и испански език. Свири на пиано. 
Завършва основното си образование в Москва, средно – в Икономическия техникум София (сега Финансово-стопанска гимназия), висше – в УНСС, „Филмова и ТВ режисура“ в НБУ, „Право на Европейския съюз“ в Софийския университет и Университета на Нанси, Франция. Докторант по право и политология.
От 2015 година е водеща на юридическата рубрика „Темида – цената на истината“ към обществено-политическия ТВ блок „Позиция“ по ТВ „Евроком“. Водеща е на предизборните кампании на БСП и ГЕРБ. Има собствена юридическа кантора, в която си партнира с колеги от Университета.
Председател на Балканската асоциация за интернет медии (www.bima.media). Основател на Премиер Груп Прес, медийна група от 18 интернет медии, част от тях са sofianews.info, kmetskiizbori.bg, newsinthecity.bg, automedia.today, temida.tv, investbuild.eu и други. Собственик на рекламна и ивент-агенция Premier Group Events&Advertising, туристическа компания в ОАЕ и IT компания за България и Русия. Организира Годишните награди за правосъдие, Годишните призове за луксозно строителство, архитектура и дизайн, Авто Купа и други обществено значими събития.
Създала над 10 документални филми (За тежестта на короната и кармата на Мис България – 2000 г., за Децата на загиналите полицаи – 2006, за фестивала в Кан – поредица от десет филма от 2005 г. до 2015 г., за фестивала Берлинале – 2010 г., за Карнавала на цветята в Ница – 2011 г.  и други.)
Автор на множество предавания за БНТ (Елит – от 2002 г. до 2010 г. – автор и главен сценарист), Диема („Уикенд“ – шест-часово предаване в събота и неделя – 2006 -2007 г.), Евроком (автор, продуцент и водещ на различни предавания от 2000 г. до 2012 г.), PRO BG (водеща на политическа рубрика – 2010 г.) и 7 дни тв (програмен директор, създател на цялостната програмна схема за обновената тв преди да я продадат, отделно продуцент и главен сценарист на 4 авторски предавания – 2007 г. до 2008 г.).
Журналист в „24 часа“ и „Нощен труд“ (1998 – 2000 г.). Автор в списанията ОК!, Грация, Блясък, Стори, Руж, Ева и др. Носител на наградите „Светски журналист на годината“ (2004), „Най-успешно тв лице“ (2005) и „Успешен тв режисьор“ (2011). Победител в риалити предаването „ВИП Страх“ по Нова ТВ – 2011 г., Награда за ТВ водещ на Асоциацията на адвокатите – медиатори в България (2016 г.) Приз за ТВ водеща на церемонията Най-сексапилните жени на България след он-лайн гласуване (2017 г.)
През 2007 г. на пищна церемония и пред 300 гости, Нина-Никол се омъжва за световния шампион по бодибилдинг Димитър Ходжев – Митьо Крика. Венчава ги тогавашният кмет Бойко Борисов. През 2011 г. се разделят, заради нежеланието на спортиста да живее повече в България.
Голяма част от живота си Нина-Никол посвещава на благотворителността, тя е първата популярна личност, която през 2008 година започва да празнува рождените си дни в помощ на деца сираци, деца, болни от церебрална парализа.  Създава Наградите за благородство „Charity Awards“, които стимулират хора и фирми да правят повече добро. Членува в НПО „Зоозащита“ в помощ на бездомни и болни животни. Член е на Ротари клуб от 2014 година.
През 2015 година основава националната кампания „Воля за спорт“ за хора в неравностойно положение в партньорство с Агенцията за хора с увреждания, която се провежда всеки месец в различни общини. Кампанията се провежда под патронажа на премиера на РБ Бойко Борисов и Министерството на спорта.